# Roscoe (Minnesota)
Roscoe è un comune degli Stati Uniti d'America, situato nello Stato del Minnesota, nella Contea di Stearns.